# Parabrontopodus
Genre
Parabrontopodus est un ichnotaxon de traces de dinosaures sauropodes.
Il a été trouvé dans plusieurs sites en Europe et au Chili dans des gisements du Jurassique ou du Crétacé. En France, le site de Coisia abrite des traces de Parabrontopodus.

## Publication originale
- (en + de) Martin G.. Lockley, James O. Farlow et Christian A. Meyer, « Brontopodus and Parabrontopodus ichnogen. nov. and the significance of wide-and narrow-gauge sauropod trackways », Gaia: Ecological Perspectives for Science and Society, Oekom verlag (d), vol. 10,‎ décembre 1994, p. 135-145 (ISSN 0940-5550 et 2625-5413, OCLC 57378075, lire en ligne).